# Balafi
Balafi  est un village bamiléké du Cameroun situé dans l'arrondissement de Bandja, le département du Haut-Nkam et la région de l'Ouest.
Étymologiquement, Ba-La'fi signifie "gens de La'fi". La'afi désigne à la fois un sous dialecte du dialecte Nord de la langue fe'fe'  « Balafi » désigne également un dialecte bamiléké (la'fi) et la population qui le parle.
Ce village situé entre le groupement Fondjomekwet et le groupement Fotouni à très souvent été l'objet des convoitises de la part des villages voisins. À la tête de ce village trône Tsimeu Raymond le 10e de la dynastie royale Balafi (depuis avril 1991). Il est l'autorité traditionnelle suprême du village. Le village est constitué de 4 grands quartiers : Ndemba, Nkwa', Mekouo et Tchouno. À la tête de chaque quartier se trouve un chef de quartier placé sous l'autorité du chef du village. Le quartier Tchouno abrite la grande chefferie du village Balafi et il est directement administré par le chef du village.
Balafi est limité au Nord par le quartier Bong du groupement Fotouni et à l'Est par Tchitcheu groupement Fondjomekwet. 
Le développement de ce village est basé sur le comité de développement CODEBA(Comité de développement de Balafi) à la tête de ce comité se trouve un Président Étienne Sadembouo. 

## Population
Le village compte environ 1 800 habitants (2006).

## Relief
Il est constitué d’un grand plateau qui atteint une altitude de 1 400 m au sud et qui s’abaisse progressivement à mesure que l’on évolue du nord au Sud vers le Centre. Au Centre ce relief donne l'impression d'être dans une très grande plaine.

## Végétation
Elle est constituée de savanes herbeuses, de galeries de raphia, de Palmier, de café, de cacao, de fougères et autres lianes longeant les cours d’eau.

## Faune
Elle est réduite à de petits animaux tels que le hérisson, le rat et l’écureuil, à de petits serpents, en particulier la couleuvre et la vipère, singes et à quelques oiseaux.

## Climat
Il est tropical avec deux saisons :
- une longue saison sèche allant de novembre à mars (5 mois) ;
- et une longue saison de pluies allant d’avril à octobre (7 mois) ;

Les températures varient entre 18 et 23 °C.

## Hydrographie
De nombreux petits ruisseaux et cours d'eau,  Ntsi lièsiié, Sa'krou  et Ntsi Konko'o coulent du sud vers le nord  où ils se jettent dans un cours d’eau traversant latéralement le village, en formant ainsi une rivière appelée Tsi Nghom. Le long de ces cours d’eau se développe une végétation hydrophile.